# Ольховский (Кумылженский район)
Ольховский — хутор в Кумылженском районе Волгоградской области России. Входит в состав Поповского сельского поселения. Население 171 чел. (2010).

## История
В соответствии с Законом Волгоградской области от 14 февраля 2005 года № 1006-ОД «Об установлении границ и наделении статусом Кумылженского района и муниципальных образований в его составе» хутор вошёл в состав образованного Поповского сельского поселения.

## География
Расположен в западной части региона, в лесостепи, в пределах Хопёрско-Бузулукской равнины, являющейся южным окончанием Окско-Донской низменности, у р. Едовля. Река разделяет хутора Ольховский и Попов, административный центр поселения.
Уличная сеть состоит из одного географического объекта: ул. Продольная
Абсолютная высота 81 метр над уровнем моря.

## Население
| 2010 |
| ---- |
| 171  |

Гендерный состав
По данным Всероссийской переписи населения 2010 года в гендерной структуре населения из 171 человек мужчин — 82, женщин — 89 (48,0 и 52,0 % соответственно).
Национальный состав
Согласно результатам переписи 2002 года, в национальной структуре населения
русские составляли 95 % из общей численности населения в 200 чел..

## Инфраструктура
Развитое сельское хозяйство. Личное подсобное хозяйство.

## Транспорт
Просёлочные дороги.